# Algorytm Google
Algorytm Google – system wyszukiwania wykorzystywany przez wyszukiwarkę Google, opierający się na kombinacji formuł, procesów i zasad, ustalających ranking wyników wyszukiwania wyświetlanych po wygenerowaniu zapytania przez użytkownika. System wyszukiwania Google składa się z serii algorytmów, a każdy z nich odpowiada za inny aspekt ustalania pozycji stron internetowych w rankingu.
Pierwszym algorytmem wykorzystywanym przez wyszukiwarkę Google w latach 1998–2016 był PageRank. Od 2011 roku Google rozpoczęło wdrażanie innych algorytmów, aby w ten sposób ulepszać wyszukiwarkę, przedstawiając użytkownikom jak najlepiej dopasowane wyniki wyszukiwania. Należą do nich między innymi: Google Panda, Google Pingwin oraz Google Koliber.
Poszczególne algorytmy Google regularnie otrzymują aktualizacje, których celem jest ulepszanie wyników wyszukiwania.

## Google Panda
Algorytm Google Panda ma za zadanie weryfikować treści publikowane na stronach internetowych w celu analizy jakości oraz oryginalności. Według Google, pierwsze uruchomienie Pandy w ciągu kilku miesięcy wpłynęło na nawet 12% wyników wyszukiwania w języku angielskim. Algorytm podczas weryfikacji adresu URL analizuje ilość treści publikowanej na stronie. Witryny zawierające bardzo mało istotnego lub merytorycznego tekstu i zasobów nie będą osiągać wysokiej pozycji w wyszukiwarce. Google Panda analizuje także duplikację treści: skopiowana zawartość, która pojawia się na stronie internetowej, powoduje obniżenie pozycji w wyszukiwarce (może prowadzić również do bana lub filtra algorytmicznego nałożonego przez Google).

## Google Pingwin
Algorytm Google Pingwin został uruchomiony w 2012 roku i początkowo wywołał wpływ na mniej niż 0,1% wyników wyszukiwania w j. angielskim[niewiarygodne źródło?]. Algorytm ma za zadanie weryfikować linkowanie do stron internetowych. Ideą wdrożenia algorytmu Pingwin było ukaranie witryn, które pozyskują odnośniki w nienaturalny sposób, tym samym manipulując systemem wyszukiwania Google. Początkowo Pingwin działał jako odrębne narzędzie. W 2016 roku został włączony do głównego systemy rankingowego Google.

## Google Koliber
Wdrożenie algorytmu Google Koliber (Hummingbird) miało miejsce w sierpniu 2013 r. Google oficjalnie ogłosiło tę zmianę miesiąc później, we wrześniu 2013 r., wskazując, że jest to największa zmiana w systemie wyszukiwania od 2001 roku. Algorytm Koliber odpowiada za lepsze dopasowywanie wyników wyszukiwania do intencji zapytania wygenerowanego przez użytkownika. Dzięki temu internauci otrzymują dokładniejsze odpowiedzi, które są wiarygodne. Dodatkowo Google Koliber odpowiada za „lepsze rozumienie” wyszukiwań głosowych, na przykład generowanych przy pomocy asystenta Google.

## Google Opos
Google Opos to algorytm zaimplementowany w systemie wyszukiwania w 2016 roku, który ma za zadanie regulować lokalne wyniki wyszukiwania (czyli takie, które odnoszą się do lokalizacji). Dzięki niemu w odpowiednim momencie na zapytanie użytkownika wyszukiwarka wyświetla fragment Mapy Google, co pozwala łatwiej odnaleźć konkretną lokalizację.

## Google RankBrain
Google RankBrain został wdrożony do systemu wyszukiwania w 2015 roku. Jest to pierwszy algorytm głębokiego uczenia się wdrożony w wyszukiwarce. Google wskazuje, że to rozwiązanie pozostaje przełomowe, ze względu na sposób działania. Google RankBrain to algorytm sztucznej inteligencji, który pomaga zrozumieć, w jaki sposób słowa wyszukiwane w wyszukiwarce przez użytkowników odnoszą się do konkretnych pojęć. W ten sposób – zależnie od kontekstu – Google radzi sobie z homonimami.